# Erik
Erik er et drengenavn, der stammer fra olddansk "Æinrikr", som betyder "enehersker". Navnet blev oprindelig brugt i germanske fyrsteslægter. Navnedato er den 18. maj. Varianterne Eric, Erich og Erick anvendes også på dansk. Navnet var tidligere et af Danmarks mest almindelige drengenavne, og der er fortsat 26.818 danskere, der hedder Erik, ifølge Danmarks Statistik.
Navnet blev bragt til England af danske bosættere. Det var ikke et populært navn i middelalderens England, men det blev genoplivet i det 19. århundrede, til dels på grund af en børneroman Eric, or, Little by Little (1858) af Frederic William Farrar.
Mange sammensatte navne slutter med Erik (med eller uden bindestreg), f.eks. Poul-Erik, Hans Erik og Svend-Erik.

## Kendte personer med navnet

### Konger
- Danske konger: Erik Ejegod, Erik Emune, Erik Lam, Erik Plovpenning, Erik Klipping, Erik Menved og Erik af Pommern.
- Norske konger: Erik Blodøkse, Erik Jarl, Erik Præstehader.
- Svenske konger: Erik Sejrsæl, Erik den Hellige, Erik Knutsson, Erik Eriksson, Erik 14..

### Andre
- Erik den Røde, norsk opdagelsesrejsende.
- Erik Balling, dansk filminstruktør.
- Erik Bo Andersen, dansk fodboldspiller.
- Erik Bruhn, dansk balletdanser.
- Eric Cantona, fransk fodboldspiller.
- Eric Clapton, engelsk musiker.
- Erik Clausen, dansk filminstruktør, gøgler og skuespiller.
- Eric Danielsen, dansk tv-journalist.
- Erik Dekker, hollandsk cykelrytter.
- Erik Dyreborg, dansk fodboldspiller.
- Erik Eriksen, dansk statsminister.
- Erik Fabrin, dansk politiker og formand for Kommunernes Landsforening.
- Erik Gundersen, dansk speedwaykører.
- Erik Haunstrup Clemmensen, dansk politiker
- Erich Honecker, østtysk statsleder.
- Eric Idle, engelsk komiker i Monty Python.
- Knud Erik Kirkegaard, dansk lærer, politiker og tidligere minister.
- Erik Kjersgaard, dansk historiker og tv-mand.
- Erich Kästner, tysk forfatter.
- Hans Erik Lerchenfeld, dansk guitarist.
- Erik Mortensen, dansk modeskaber.
- Erik Mørk, dansk skuespiller.
- Erik Ninn-Hansen, dansk jurist og tidligere politiker og minister.
- Erik Ortvad, dansk kunstner
- Erik Paaske, dansk skuespiller og sanger.
- Knud Erik Pedersen, dansk lærer og forfatter.
- Erich Maria Remarque, tysk forfatter.
- Éric Rohmer, fransk filminstruktør.
- Erik Satie, fransk komponist.
- Erik Sigsgaard, dansk seminarielektor og børneforsker.
- Carl Erik Soya, dansk forfatter.
- Erich von Stroheim, tysk-amerikansk skuespiller og instruktør.
- Erik Norman Svendsen, dansk biskop.
- Erik Wedersøe, dansk skuespiller.
- Erik Zabel, tysk cykelrytter.

## Navnet anvendt i fiktion
- Erik er hovedpersonen i Lars-Henrik Olsens roman Erik Menneskesøn og dens tre fortsættelser.
- Eric Cartman er en figur i serien ',South Park.
- Erik er navnet på den ældste søn i Christian Kampmanns romanserie om familien Gregersen.
- Erik er en af hovedpersonerne i Kim-bøgerne – en dansk drengebogsserie fra 1950'erne og 1960'erne.
- Erik Nielsen er en figur i tv-serien Krøniken, spillet af Ken Vedsegaard.
- Erik er hovedperson i Lars Frosts roman Ubevidst rødgang
- Erik Lehnsherr er mutanten Magneto, en figur i Marvel Comics X-Men.
- Erik er navnet på menneskeprinsen i Disneys Den lille havfrue